# Martin Trefzer

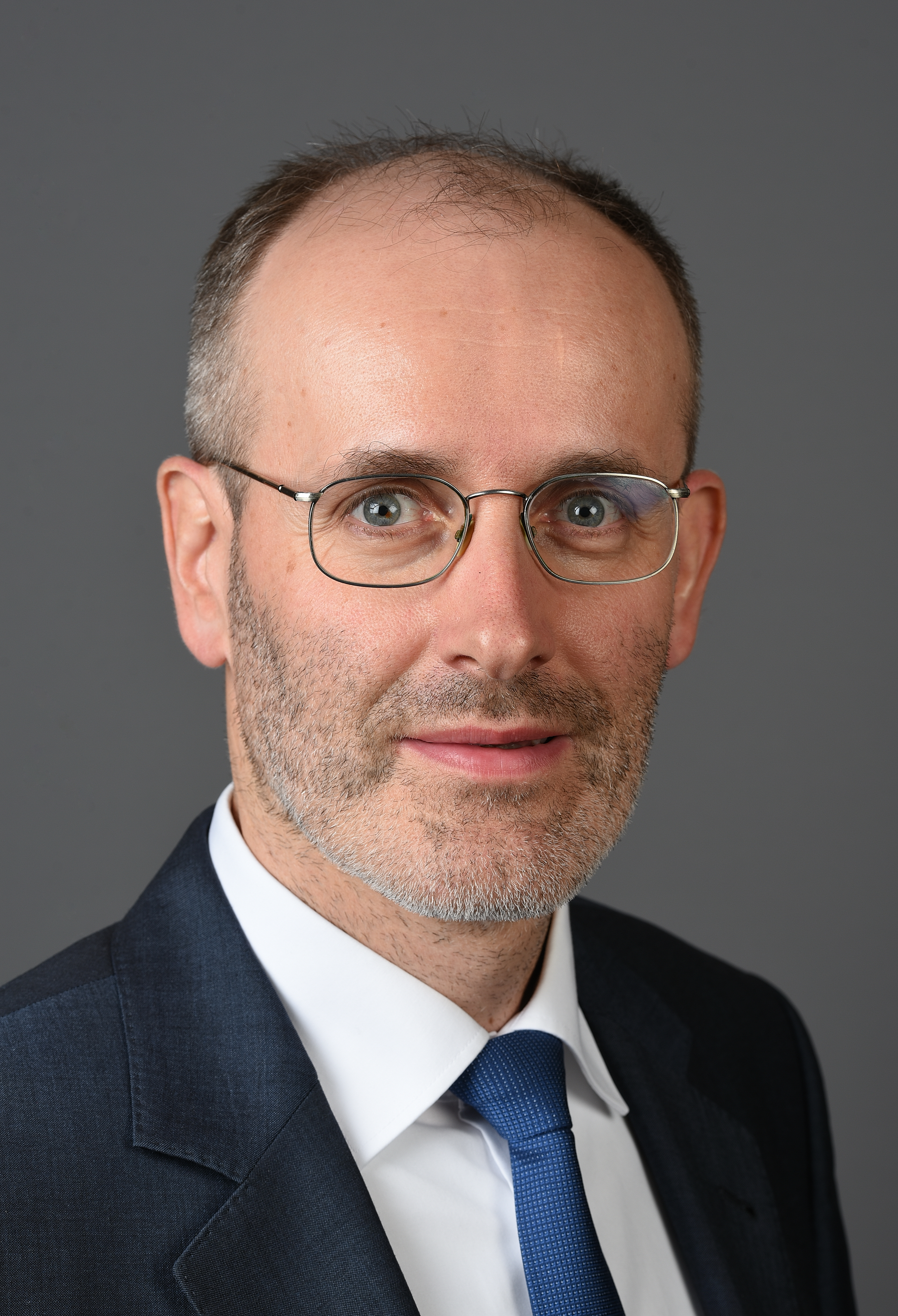
Martin Trefzer, 2017

Martin Trefzer (* 1969 in Freiburg im Breisgau) ist ein deutscher Politiker (AfD). Seit 2016 ist er Abgeordneter im Abgeordnetenhaus von Berlin.

## Leben
Trefzer legte 1989 sein Abitur im Albert-Schweitzer-Gymnasium in Gundelfingen (Landkreis Breisgau-Hochschwarzwald) ab. In Freiburg absolvierte er danach eine Banklehre. Nach dem Wehrdienst studierte er Volkswirtschaftslehre, Philosophie und Geschichte in Freiburg, Berlin und Kapstadt. Er arbeitete unter anderem als Praktikant für die Investmentbank Deutsche Morgan Grenfell in Südafrika. Seit 2003 ist er bei einem in Berlin ansässigen Finanzdienstleistungsunternehmen tätig.
Trefzer ist verheiratet und hat drei Kinder.

## Politik
Seit März 2013 ist Trefzer Mitglied der AfD. Er gehört dem Vorstand des Berliner AfD-Landesverbandes als Beisitzer an und ist Sprecher des AfD-Bezirksverbands Treptow-Köpenick. Seit Januar 2016 fungiert Trefzer als Landes-Programmkoordinator der AfD Berlin.

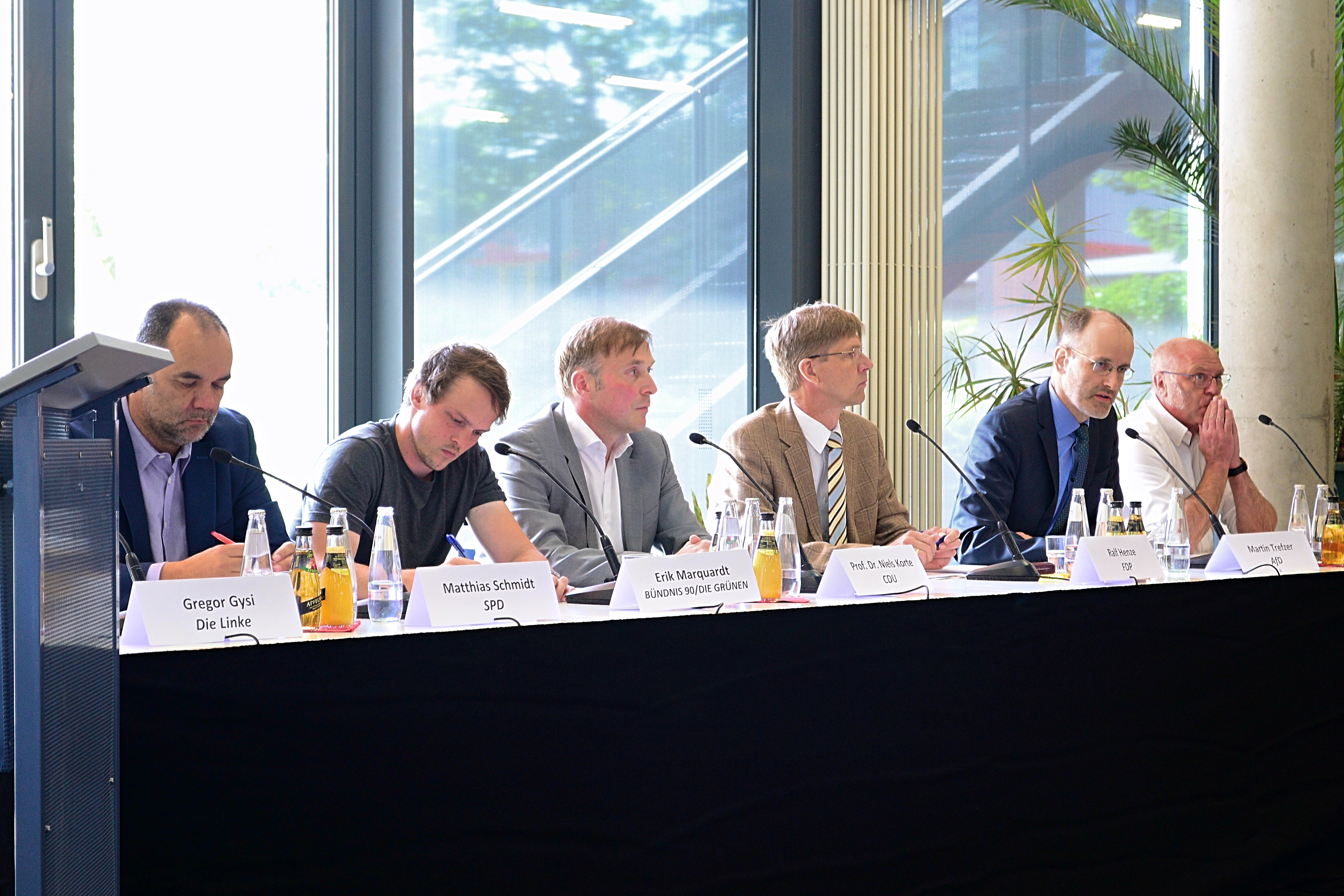
Podiumsdiskussion an der Hermann-Scheer-Schule

Im September 2016 wurde Trefzer in das Berliner Abgeordnetenhaus gewählt, dem er seit dem 27. Oktober 2016 angehört. Trefzer zog über die Landesliste (Platz 8) ins Abgeordnetenhaus ein, als Direktkandidat erhielt er in seinem Wahlkreis Treptow-Köpenick 5 24,8 % der Erststimmen. Bei der Abgeordnetenhauswahl 2021 und der Wiederholungswahl 2023 zog er jeweils wieder über die Landesliste ins Abgeordnetenhaus ein.
Er gehört dem Ausschuss für Kulturelle Angelegenheiten sowie dem Ausschuss für Wissenschaft und Forschung an, dessen Vorsitzender er ist. Trefzer ist wissenschaftspolitischer Sprecher seiner Fraktion. Außerdem ist er Mitglied im Präsidium des Abgeordnetenhauses, Mitglied im Beirat der Studienstiftung des Abgeordnetenhauses sowie Mitglied im Kuratorium der Landeszentrale für politische Bildung.
2017 war Trefzer in Treptow-Köpenick Direktkandidat seiner Partei bei der Wahl zum Bundestag, wo er gegen Gregor Gysi antrat.

## Politische Positionen

### Kultur- und Erinnerungspolitik

#### Neuer Feiertag in Berlin
Im Jahr des Reformationsjubiläums (2017) setzte sich Trefzer dafür ein, dass der Reformationstag als zusätzlicher gesetzlicher Feiertag in Berlin eingeführt wird. Er begründete den Antrag seiner Partei unter anderem mit vergleichbaren Initiativen in Niedersachsen, Schleswig-Holstein, Hamburg und Bremen. „Berlin ist nicht weniger durch die Reformation geprägt“, sagte Trefzer. Der Feiertag sei wichtig zur Besinnung auf die „christlichen Wurzeln“. Die Kritik des evangelischen Bischofs Markus Dröge, der der AfD am Tag zuvor vorwarf, ein an sich „sinnvolle[s] Anliegen in parteipolitische Auseinandersetzungen“ zu tragen, wies Trefzer zurück. Der Antrag wurden von allen anderen Fraktionen aus unterschiedlichen Gründen abgelehnt. Berlin führte stattdessen Anfang 2019 den Internationalen Frauentag (8. März) als zusätzlichen gesetzlichen Feiertag ein.

#### Entlassung des Direktors der Gedenkstätte Hohenschönhausen
Trefzer kritisierte die Entlassung des Direktors der Gedenkstätte Hohenschönhausen, Hubertus Knabe, forderte dessen Wiedereinsetzung und eine unabhängige Aufklärung über die Umstände der Entlassung. Diesbezüglich warf Trefzer Kultursenator Klaus Lederer (Die Linke) vor, dieser unterstütze Stimmen, die „die DDR neu erzählen“ wollten. Knabe dagegen habe sich stets gegen ein „Schönreden der SED-Diktatur“ gewandt. Durch die Entlassung Knabes habe der Kultursenator Lederer als Vorsitzender des Stiftungsrats „den Untoten der Stasi-Lobby wieder neues Leben eingehaucht.“ Lederers Ziel sei es, die in der Gedenkstätte tätigen Zeitzeugen in der Aufarbeitung zu delegitimieren. Trefzer mahnte, „die Grundlagen für kritische Auseinandersetzung mit dem DDR-Unrecht [zu] bewahren und den Roll-Back zu einer ahistorischen Verklärung der DDR [zu] verhindern“. Die Entlassung von Hubertus Knabe habe „der Gedenkstätte schweren Schaden zugefügt“, stellte Martin Trefzer (AfD) in seinem Plenarbeitrag fest. Knabe sei „kein persönliches Fehlverhalten nachgewiesen“ worden. Nach wie vor seien bezüglich der Entlassung Knabes etliche Fragen offen, beispielsweise die, warum Kultursenator Klaus Lederer (Linke) Direktor Knabe nicht viel früher über die Vorwürfe sexueller Belästigung informiert habe, so Trefzer. Sein Vorwurf gegenüber Lederer: „Sie instrumentalisieren die schlimmen Erlebnisse der Frauen, um einen unliebsamen Gedenkstättenleiter loszuwerden.“ Im Untersuchungsausschuss "Gedenkstätte Hohenschönhausen", der sich am 24. März 2020 konstituierte, wurde Trefzer zum stellvertretenden Schriftführer gewählt.

#### Aufarbeitung des Unrechtsstaates DDR
Trefzer verwies u. a. darauf, dass die DDR ein Staat war, in dem es nicht möglich war, grundlegende Freiheitsrechte geltend zu machen, in dem die Justiz nicht unabhängig war und in dem es keine freie Presse gegeben hat, aber politische Gefangene. An diese Analyse schloss Trefzer die Frage an: „Wie sollte man diesen Staat anders bezeichnen denn als Unrechtsstaat?“ Trefzer nannte es befremdlich, dass die Regierungsparteien und die FDP-Fraktion dies in ihrem überfraktionellen Antrag anlässlich des 30. Jahrestages der Friedlichen Revolution nicht aussprächen.
Trefzer zeigt sich alarmiert von einer Allianz alter ostdeutscher Linker mit jungen Linken, die gemeinsam an der Weichzeichnung der DDR arbeiteten. „Sinnbildlich verwirklicht ist diese unheilige Allianz in der Amadeu-Antonio-Stiftung mit ihrer Vorsitzenden Anetta Kahane, die Knabe öffentlich Rechtsabweichung vorgeworfen hat und ihn wie zu DDR-Zeiten als feindlich-negatives Subjekt zu diffamieren versucht hat.“

#### 8. Mai 1945
Trefzer (AfD) forderte, den Antrag seiner Fraktion "Erlöst und besiegt zugleich" – 75. Jahrestag des Kriegsendes: Tag der Mahnung und der Erinnerung in die Tagesordnung aufzunehmen. Der 8. Mai 2020 sei zum einmaligen Feiertag erklärt worden, dafür sei aber keine Begründung geliefert worden. Es müsse nun im Parlament darüber gesprochen werden.
Im Antrag der AfD-Fraktion heißt es, das geschichtsträchtige Datum des 8. Mai tauge nicht zu einem allgemeinen Symbol der Befreiung. Deutschland sei am 8. Mai 1945 „erlöst und vernichtet zugleich“, ein Zitat von Theodor Heuß.

#### Kultur und Covid-19-Pandemie
Trefzer kritisierte das Vorgehen des Kultursenators in der Covid-19-Pandemie als Programm zur Verstaatlichung der Kulturbranche. Der AfD-Kulturexperte argwöhnte, Kultursenator Lederer wolle über die Corona-Krise private Kulturveranstalter sterben lassen und nur ihm genehme Einrichtungen unterstützen. Statt wie die AfD-Fraktion Konzepte zur Wiederaufnahme des Kulturbetriebs anzubieten, stecke der Kultursenator den Kopf in den Sand. Bei einem richtigen Hygienekonzept sei ein klassisches Konzert genauso möglich wie U-Bahnfahrten und Flüge: „Es ist keinem Künstler zu vermitteln, warum Flugzeugfliegen und Bahnfahren mit Maske problemlos möglich ist während gut gelüftete Konzertsäle in Berlin leer stehen“, sagte Trefzer. Kultur müsse trotz und mit Corona möglich sein.

### Wissenschaftspolitik

#### Institut für Islamische Theologie
In einem Gastbeitrag für den Tagesspiegel kritisierte Trefzer in Bezug auf die geplante Gründung des Instituts für Islamische Theologie an der Humboldt-Universität zu Berlin, der Senat habe „mit der Reduzierung der Zahl der Islamverbände im Beirat den verfassungsrechtlichen Boden verlassen“. Die Verkleinerung des Beirates habe eine Verschiebung zu Gunsten der Islamverbände bewirkt. Weder sei eine „einvernehmliche Besetzung“ des Beirats gegeben, noch bilde der Beirat die „Vielfalt der muslimischen Organisationsformen“ in Deutschland ab. Keiner der beteiligten Verbände biete Gewähr dafür, dass die Beiräte „frei und unabhängig agieren“ können, wie es vom Wissenschaftsrat gefordert wird. Alle Vertreter, so Trefzer, zeichneten sich durch Abhängigkeit vom Ausland aus.
Senat und Humboldt-Universität begannen die Verhandlungen mit den fünf Berliner Verbänden, in denen die meisten Moscheegemeinden organisiert sind. Am Ende unterschrieben aber lediglich drei die Vereinbarung zur Schaffung eines Beirats. Der größte Verband, die türkische Ditib, ist nicht dabei. Der Wissenschaftsrat hielt im Jahr 2010 dagegen fest, dass im Beirat die „Vielfalt der Organisationsformen“ der Muslime in Deutschland vertreten sein sollten. Diesen Mangel hielt Trefzer dem Staatssekretär für Wissenschaft und Forschung, Steffen Krach (SPD), auf einer öffentlichen Veranstaltung vor.

#### Nachgelagerte Studiengebühren
Als wissenschaftspolitischer Sprecher der AfD-Fraktion spricht sich Trefzer für nachgelagerte Studiengebühren aus, die auch im Bildungsprogramm der AfD festgehalten seien. Trefzer argumentiert mit Verweise auf die soziale Gerechtigkeit: Es sei nicht nachzuvollziehen, warum „der Polierer (sic!) und die Krankenschwester“ Bessersituierten mit ihren Steuern das Studium finanzieren sollten.

#### Plagiatsaffäre Giffey
Trefzer hatte in der Plagiatsaffäre Giffey den Ball mit mehreren parlamentarischen Anfragen ins Rollen gebracht. Zu diesem Thema stellte Trefzer eine fünfteilige Schriftliche Anfrage an den Senat mit insgesamt 260 Einzelfragen. Eine solch detaillierte Nachforschung über einen Fall von Wissenschaftsbetrug hatte es in der deutschen Parlamentsgeschichte laut FAZ zuvor noch nicht gegeben. Über diese Anfragen wurde bekannt, dass das Prüfungsgremium bei Giffey den Vorsatz der Täuschung bejaht hat und die Erstgutachterin von Giffeys Arbeit, die Politikwissenschaftlerin Tanja Börzel, an der Einsetzung des Prüfgremiums beteiligt war.
Ein Gutachten, das die Berliner AfD-Fraktion beim Wissenschaftlichen Parlamentsdienst in Auftrag gegeben hat, kam zu dem Ergebnis: Eine Rüge, wie sie Bundesfamilienministerin Giffey für ihre Doktorarbeit von der FU Berlin erhielt, sehen weder das Berliner Hochschulgesetz noch die Promotionsordnungen der FU vor. Die Freie Universität Berlin hätte der SPD-Politikerin Franziska Giffey für ihre fehlerhafte Doktorarbeit keine Rüge erteilen dürfen, sondern den Doktorgrad aberkennen müssen. Trefzer warf der Freien Universität vor, sie hätte die „rechtswidrige Rüge“ erfunden, um eine Titelaberkennung und damit einen Rücktritt von Giffey zu vermeiden. Trefzer sah die FU am Zuge, ihre damalige Entscheidung zu überprüfen. Außerdem brachte er einen Untersuchungsausschuss ins Gespräch. Ein Untersuchungsausschuss sei als letztes Mittel denkbar, wenn die Freie Universität „jetzt nicht zur Vernunft kommt und andere Mittel zur Aufklärung des Zustandekommens der Rüge nicht möglich sind.“
Trefzer erinnerte Giffey wiederholt an ihre Zusage von 2019, dass sie als Bundesministerin zurücktreten werde, sollte ihr der Doktortitel durch die FU aberkannt werden. Auch ihre Kandidatur für das Amt des Regierenden Bürgermeisters müsse sie aufgeben. Denn für die Mitglieder des Senats gelten keine anderen moralischen Maßstäbe als für die Mitglieder der Bundesregierung. Das Rote Rathaus sei „keine Resterampe für gescheiterte Bundesminister“.

### Sonstige Positionen

#### Diätenerhöhung
Trefzer kritisierte, die Aufstockung der Entschädigung und der Versorgungsansprüche um 58 Prozent ließen sich mit der Ausweitung der Sitzungszeiten nicht rechtfertigen. Diese bringt lediglich eine Aufstockung der Arbeitszeit um weniger als 100 Stunden im Jahr und mit den zwei zusätzlichen Sitzungsterminen ab 2021 etwas mehr Arbeit. In einer Zwischenbemerkung im Parlament warf Trefzer der SPD vor, es sei ein „schäbiges Stück“, die Zerstörung der Weimarer Republik als Grundlage für die Diätenerhöhung zu nehmen. Die Berliner hätten genug von der „Selbstbedienungsmentalität“.

#### Gendergerechte Sprache
Für seinen am 17. Juni 2021 bei einer Debatte im Berliner Abgeordnetenhaus gemachten Vorschlag, auf die Anwendung der gendergerechten Sprache in öffentlichen Einrichtungen zu verzichten, wie es in Frankreich praktiziert wird, erntete Trefzer von Linken und Grünen Kritik.

#### Über Anti-Rassismus
Trefzer stellte die These auf, einige Politiker hätten das „Zerrbild eines von Rassismus zerfressenen Landes“ entworfen. Dadurch entstehe fälschlich der Eindruck, als ob Deutschland ein Apartheidstaat sei. Nach Auffassung Trefzers habe ein „woker Antirassismus“ Verbreitung gefunden, der im Kern besage: „Weiße Menschen können nur Täter sein, farbige Menschen können nur Opfer sein.“ Dies sei absurd. Gleichwohl habe sich diese Überzeugung „mehr und mehr zu einer Ersatzreligion entwickelt“. Konkret bezeichnete Trefzer den Anti-Rassismus als „Ersatzreligion für links-liberale Weiße“ mit „Schuld- und Bußrethorik“. Der AfD-Abgeordnete behauptete, „wokes Schubladendenken“ stelle „normale Bürger unter permanenten Rassismus-Verdacht“ und erkläre Weiße „per se zu Tätern“. Dies würde das friedliche Zusammenleben aller Menschen gefährden, meint Trefzer.